# 홍세용
홍세용(1948년 ~ 전라북도 익산)은  대한민국의 전 교수 겸 의사이다.

## 생애
전 순천향대학교 부속 천안병원 신장내과 교수로 2018년 2월 퇴임했다.

## 학력
- 1968~1974 고려대학교 의학 학사
- 고려대학교 의과대학원 의학 석사
- 고려대학교 의과대학원 의학 박사

## 경력
- 1984 순천향대학교 부속 천안병원 부임
- 1991 순천향대학교 부속 천안병원 농약중독연구소 개설 및 소장 역임[1]
- 2007 대한고혈압학회 회장

## 순천향대학교 부속 천안병원 농약중독연구소
순천향대학교 부속 천안병원은 세계 유일의 농약중독연구소가 있으며 한 해 평균 1,000명에 가까운 음독 자살환자 등이 치료를 받고 있다.